# Srednjoengleski jezik
Srednjoengleski jezik (skr. na eng.: ME) jest oblik engleskoga jezika kojim se govorilo poslije normanskoga osvajanja (1066.) sve do kasnoga 15. stoljeća. Engleski je prošao raznolike inačice i razvoje nakon staroengleskoga razdoblja. Znanstvena mišljenja variraju. Oxford English Dictionary tvrdi da je razdoblje kad se govorilo srednjoengleskim trajalo od 1150. do 1500. godine. Ovo razdoblje razvitka engleskoga jezika ugrubo je pratio prijelaz razvijena u kasni srednji vijek. Govornici su jezik nazivali Englisch, Inglis ili English.